# Luật Phòng, chống tham nhũng 2018
Luật Phòng, chống tham nhũng 2018 (số ký hiệu: 36/2018/QH14) là văn bản quy phạm pháp luật được ban hành năm 2018 bởi Quốc hội Việt Nam khóa XIV đặt ra toàn bộ quy định về phòng ngừa, phát hiện tham nhũng, xử lý tham nhũng và hành vi khác vi phạm pháp luật ở lĩnh vực này. Năm 2015, sau khi tổng kết 10 năm thực hiện Luật Phòng, chống tham nhũng 2005, đạt được kết luận rằng tham nhũng ở Việt Nam có xu hướng gia tăng, một số đại án khắp cả nước diễn ra được xử lý nhưng còn ẩn giấu số lượng lớn phức tạp, tinh vi, xuất hiện nhiều sự hoài nghi của người dân về công tác chống tham nhũng, xác định rằng một nguyên nhân lớn của các vấn đề chống tham nhũng nằm ở việc luật định còn thiếu sót. Đảng Cộng sản Việt Nam và Nhà nước, đứng đầu là Tổng Bí thư Nguyễn Phú Trọng đã liên tục chỉ đạo, mở "chiến dịch đốt lò" để đẩy mạnh chống tham nhũng, thực hiện các biện pháp trong đó có xây dựng luật mới, soạn thảo hơn hai năm rồi được Quốc hội thông qua năm 2018, chính thức có hiệu lực từ ngày 1 tháng 7 năm 2019.
Luật gồm 10 chương, 96 điều, quy định cụ thể, nhiều chế định hơn so với Luật 2005, cụ thể là mở rộng phạm vi điều chỉnh của công tác phòng, chống tham nhũng, bao trùm khối chủ thể thuộc nhà nước lẫn ngoài nhà nước; mở rộng thêm hành vi bị cấm và nhấn mạnh vai trò, trách nhiệm của người đứng đầu. Yêu cầu công khai, minh bạch về tổ chức và hoạt động; đặt định mức, tiêu chuẩn, chế độ, quy tắc ứng xử của người có chức vụ, quyền hạn; cải cách hành chính, ứng dụng công nghệ; và kiểm soát tài sản, thu nhập của các chủ thể thông qua hình thức thủ công lẫn cơ sở dữ liệu là chế định về phòng, chống tham nhũng được quy định. Bên cạnh đó, định nghĩa chính thức về kiểm soát xung đột lợi ích; gia tăng hình phạt dân sự, hành chính, và hình sự đối với vi phạm pháp luật chống tham nhũng; giao quyền cho các cơ quan chống tham nhũng trực tiếp như Thanh tra Chính phủ, Bộ Công an, Viện kiểm sát nhân dân tối cao là những điểm mới của luật này.

## Bối cảnh

### Sau Luật 2005
Tham nhũng tại Việt Nam là một vấn đề được chú trọng bởi xã hội, được dựng luật bắt đầu từ Pháp lệnh Chống tham nhũng 1998, sau đó là Luật Phòng, chống tham nhũng 2005 (Luật 2005), được sửa đổi, bổ sung hai lần, gồm 2007 và 2012. Sau 10 năm thi hành 2005–15, công tác phòng, chống tham nhũng tại Việt Nam đã đạt được một số kết quả tích cực như thực thi luật trên thực tế, thanh tra 670 vụ với trên 1.800 đối tượng có hành vi, biểu hiện tham nhũng với số tiền, tài sản liên quan là trên 1.000 tỷ đồng; chuyển cơ quan điều tra 274 vụ, 429 đối tượng có dấu hiệu tội phạm tham nhũng; kiến nghị xử lý kỷ luật hành chính đối với hơn 8.000 tập thể, 30.000 cá nhân, kiến nghị thu hồi ngân sách nhà nước hơn 120.000 tỷ đồng, 65.000 ha đất; được cộng đồng quốc tế ghi nhận trong khuôn khổ thực thi Công ước Phòng chống tham nhũng (UNCAC) mà Việt Nam là thành viên và các diễn đàn quốc tế khác. Tuy nhiên, trên thực tế có nhiều vụ án tham nhũng nghiêm trọng thời kỳ này như vụ án Vinashin, vụ án MobiFone mua AVG, chuỗi các vụ án liên quan đến Phan Văn Anh Vũ, các sai phạm của chính trị gia cấp cao Đinh La Thăng; tình hình tham nhũng được đánh giá là diễn biến phức tạp, công tác phát hiện, xử lý tham nhũng chưa đáp ứng yêu cầu, số vụ việc, vụ án tham nhũng được phát hiện còn ít, một số vụ việc xử lý còn kéo dài, chưa nghiêm, thu hồi tài sản tham nhũng đạt kết quả thấp, gây tâm lý bức xúc và hoài nghi từ xã hội trong nước về quyết tâm phòng, chống tham nhũng của Đảng Cộng sản Việt Nam và Nhà nước, và những đánh giá khách quan rằng tỷ lệ tham nhũng cao từ phía quốc tế. Các báo cáo, nghiên cứu kết luận rằng Luật 2005 có những bất cập, và các bất cập là một trong những nguyên nhân dẫn đến tình trạng tham nhũng của Việt Nam.
Đánh giá chính của Ban Nội chính Trung ương, Thanh tra Chính phủ nhận định rằng quy định về công khai, minh bạch của Luật 2005 chưa mang tính bao quát và thiếu các biện pháp bảo đảm thực hiện, đặc biệt là chưa làm rõ về nguyên tắc, hình thức, nội dung, thời gian, trách nhiệm thực hiện công khai, minh bạch; nội dung công khai, minh bạch theo ngành, lĩnh vực trùng lặp với quy định về công khai trong nhiều văn bản pháp luật chuyên ngành; chế độ thông tin, báo cáo, đo lường, đánh giá về công tác phòng, chống tham nhũng chưa cụ thể. Quy định về trách nhiệm giải trình thì chưa phù hợp, còn hẹp, chưa toàn diện; trình tự, thủ tục và nội dung thực hiện chưa rõ ràng, thiếu khả thi, chưa gắn với việc thực hiện các biện pháp phòng ngừa khác, đặc biệt là biện pháp về công khai, minh bạch trong hoạt động của cơ quan, tổ chức, đơn vị. Luật 2005 chưa quy định một cách đầy đủ, toàn diện về kiểm soát xung đột lợi ích đối với cán bộ, công chức, viên chức trong thực hiện nhiệm vụ, công vụ; thiếu cơ chế giám sát lẫn biện pháp xử lý hành vi tiếp nhận, xử lý thông tin, phản ánh vi phạm về nhận, tặng quà; đối với người có chức vụ, quyền hạn thì chưa kiểm soát được hoạt động và thu nhập ngoài công vụ cũng như việc tặng và nhận quà đối với người thân thích của họ. Luật chưa quy định trách nhiệm của người đứng đầu khi để xảy ra hành vi tham nhũng trong tổ chức của mình, không khuyến khích được tính chủ động của người đứng đầu trong phòng ngừa, phát hiện hành vi tham nhũng. Về kê khai tài sản, Luật 2005 thiếu khả thi trong việc kiểm soát biến động về thu nhập; còn vướng mắc về trình tự, thủ tục công khai bản kê khai, giải trình, xác minh tài sản, thu nhập khi có yêu cầu; chưa quy định rõ việc sử dụng bản kê khai tài sản vào mục đích phòng ngừa, phát hiện, xử lý tham nhũng. Đối với cơ chế phát hiện tham nhũng thông qua hoạt động của cơ quan có thẩm quyền thì còn thiếu, không đề cập được cơ chế phối hợp giữa cơ quan thanh tra, kiểm toán với cơ quan điều tra. Ngoài ra, các quy định về tố cáo và giải quyết tố cáo hành vi tham nhũng còn thiếu các biện pháp bảo đảm thực hiện, đặc biệt là các biện pháp bảo vệ người tố cáo, khen thưởng người có thành tích trong tố cáo tham nhũng; quy định về các biện pháp xử lý phi hình sự đối với chủ thể có liên quan đến hành vi tham nhũng còn thiếu và thiếu quy định về trình tự, thủ tục, thẩm quyền để xử lý các hành vi vi phạm Luật 2005.

### Định hướng xây dựng luật mới

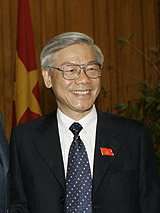
Nhà lãnh đạo Nguyễn Phú Trọng –– người chỉ đạo chống tham nhũng ở Việt Nam.

Năm 2011, Nguyễn Phú Trọng được bầu làm Tổng Bí thư, tiến hành chỉ đạo và đẩy mạnh công tác phòng, chống tham nhũng "từ gốc rễ", bảo vệ chế độ, thành lập Ban Chỉ đạo Trung ương về phòng, chống tham nhũng năm 2013, do ông chỉ đạo để đôn đốc nhiệm vụ này. Những kết luận như tiếp tục tăng cường vai trò của đảng cầm quyền trong việc chống tham nhũng từ khóa X của Trung ương Đảng khóa XI, XII, chỉ thị nâng cao các biện pháp minh bạch tài sản, thu nhập, tăng cường trách nhiệm của người đứng đầu; tăng cường sự lãnh đạo của Đảng đối với việc kê khai và kiểm soát việc kê khai tài sản, yêu cầu thực hiện thêm các giải pháp nhằm nâng cao hiệu quả kê khai, kiểm soát tài sản như quản lý bản kê khai và việc sử dụng, khai thác dữ liệu bản kê khai nhằm phát hiện tham nhũng; nghiên cứu hoàn thiện pháp luật về phát hiện, xử lý các vụ việc, vụ án tham nhũng sát với thực tiễn và phù hợp với các điều ước quốc tế mà Việt Nam là thành viên, đặc biệt thống nhất trong quy định về hành vi tham nhũng giữa Bộ luật Hình sự và Luật Phòng, chống tham nhũng; hoàn thiện quy định về thẩm quyền, trách nhiệm của cơ quan có thẩm quyền; kiểm soát tài sản, thu nhập của cán bộ, công chức, viên chức; tăng cường trách nhiệm giám sát của Quốc hội, Hội đồng nhân dân các cấp và các tổ chức xã hội; áp dụng các biện pháp nhằm nâng cao hiệu quả thu hồi tài sản; tăng thẩm quyền, trách nhiệm trong thực hiện nhiệm vụ của các cơ quan, đơn vị chuyên trách. Những chỉ đạo này tạo thành định hướng sửa đổi toàn diện Luật 2005.
"...[Chín là] ...sửa đổi toàn diện Luật 2005, trong đó chú ý hoàn thiện chế định về thu hồi tài sản tham nhũng; cụ thể hóa, bổ sung đồng bộ những quy định về thu hồi tài sản tham nhũng trong quá trình sửa đổi Bộ luật Tố tụng hình sự, Luật Tương trợ tư pháp và một số luật liên quan khác".
Giai đoạn 2014–15, Quốc hội đã thông qua nhiều đạo luật quan trọng có liên quan đến phòng, chống tham nhũng như Luật Ngân sách nhà nước 2015, Luật Đầu tư 2014, Luật Đầu tư công 2014, Luật Doanh nghiệp 2014, Bộ luật Hình sự 2015, Bộ luật Dân sự 2015, Bộ luật Tố tụng hình sự 2015, Bộ luật Tố tụng dân sự 2015. Những đạo luật này đã đưa ra nhiều quy định có liên quan như các quy định về công khai, minh bạch trong lĩnh vực tài chính, ngân sách, đấu thầu, quản lý doanh nghiệp nhà nước; quy định về tội phạm tham nhũng và các tội phạm về chức vụ, mở rộng phạm vi điều chỉnh bao gồm cả khu vực ngoài nhà nước đối với tội tham ô, đưa hối lộ, nhận hối lộ và môi giới hối lộ; hoàn thiện cấu thành của một số nhóm tội đáp ứng yêu cầu đấu tranh chống tham nhũng; quy định trách nhiệm hình sự của pháp nhân. Các đơn vị nghiên cứu cho rằng: kết quả đánh giá thực thi UNCAC trong chu trình đầu tiên đối với hình sự hóa, thực thi pháp luật và hợp tác quốc tế cho thấy Việt Nam đáp ứng phần lớn các yêu cầu của công ước, đặc biệt là các yêu cầu mang tính bắt buộc; chu trình đánh giá tiếp theo đối với phòng ngừa tham nhũng và thu hồi tài sản bắt đầu từ năm 2016 đặt ra nhiều thách thức đối với Việt Nam. Theo đó, các cơ quan Đảng và Nhà nước kết luận về việc sửa đổi để ban hành luật mới.

### Soạn thảo, ban hành
Năm 2016, dưới chỉ đạo của Trung ương Đảng, Chính phủ giao cho Thanh tra Chính phủ nhiệm vụ nghiên cứu, thành lập Ban soạn thảo và Tổ biên tập dự án Luật Phòng, chống tham nhũng sửa đổi do Tổng Thanh tra Phan Văn Sáu làm trưởng ban, sau đó chuyển sang Tổng Thanh tra Lê Minh Khái từ 2017. Ban soạn thảo ban đầu lấy ý kiến của các bộ, ngành như Tòa án nhân dân tối cao, Viện kiểm sát nhân dân tối cao, Ngân hàng Nhà nước, rồi trình dự thảo tới Ủy ban Tư pháp của Quốc hội để thẩm tra, thừa ủy quyền của Thủ tướng Nguyễn Xuân Phúc để trình dự án lên Quốc hội vào cuối năm 2017. Trong qua trình soạn thảo, có một số vấn đề còn có ý kiến khác nhau, nội dung xin ý kiến của Quốc hội gồm: việc áp dụng luật đối với tổ chức, doanh nghiệp trong khu vực ngoài nhà nước; về đối tượng kê khai tài sản, thu nhập; về cơ quan, đơn vị kiểm soát tài sản, thu nhập; về công khai bản kê khai tài sản, thu nhập; về xử lý hành vi tham nhũng được phát hiện qua hoạt động thanh tra, kiểm tra. Trong giai đoạn 2017–18, Chính phủ báo cáo giải trình, tiếp thu, chỉnh lý dự án luật, được thảo luận liên tục ở kỳ họp thứ 4, 5 và thứ 6 của Quốc hội, quyết định mở rộng phạm vi điều chỉnh của dự thảo luật ra khu vực ngoài nhà nước, lập cơ quan chuyên trách kiểm soát tài sản, thu nhập. Cuối cùng, ngày 20 tháng 11 năm 2018, sau hơn hai năm soạn thảo, Quốc hội khóa XIV đã thông qua và ban hành Luật Phòng, chống tham nhũng 2018 với tỷ lệ tán thành đạt 93,2%, chính thức có hiệu lực từ ngày 1 tháng 7 năm 2019.

## Cấu trúc
Luật có 10 chương, 96 điều, thay thế và chấm dứt hiệu lực của Luật Phòng, chống tham nhũng 2005 cùng với các bản sửa đổi, bổ sung là Luật số 01/2007/QH12 và Luật số 27/2012/QH13 từ ngày 1 tháng 7 năm 2019.
| Chương | Tên                                                                                          | Điều  | Tổng |
| ------ | -------------------------------------------------------------------------------------------- | ----- | ---- |
| I      | Những quy định chung                                                                         | 1–8   | 8    |
| II     | Phòng ngừa tham nhũng trong cơ quan, tổ chức, đơn vị                                         | 9–54  | 46   |
| III    | Phát hiện tham nhũng trong cơ quan, tổ chức, đơn vị                                          | 55–69 | 15   |
| IV     | Chế độ trách nhiệm của người đứng đầu cư quan, tổ chức, đơn vị trong phòng, chống tham nhũng | 70–73 | 4    |
| V      | Trách nhiệm của xã hội trong phòng, chống tham nhũng                                         | 74–77 | 4    |
| VI     | Phòng, chống tham nhũng trong doanh nghiệp, tổ chức khu vực ngoài nhà nước                   | 78–82 | 5    |
| VII    | Trách nhiệm của cơ quan nhà nước trong phòng, chống tham nhũng                               | 83–88 | 6    |
| VIII   | Hợp tác quốc tế về phòng, chống tham nhũng                                                   | 89–91 | 3    |
| IX     | Xử lý tham nhũng và các hành vi khác vi phạm pháp luật về phòng, chống tham nhũng            | 92–95 | 4    |
| X      | Hiệu lực thi hành                                                                            | 96    | 1    |
| 10     | Tổng cộng                                                                                    | 96    | 96   |

## Những nội dung chính

### Quy định chung
—Luật 36/2018/QH14, khoản 1, 7 Điều 3.
Luật 2018 quy định về phòng ngừa, phát hiện, xử lý tham nhũng; hành vi vi phạm pháp luật về phòng, chống tham nhũng. So với Luật 2005, luật mới đã thay cụm từ "xử lý người có hành vi tham nhũng" thành "xử lý tham nhũng" nhằm mở rộng phạm vi điều chỉnh, bao gồm cả việc xử lý người tham nhũng, xử lý cơ quan, tổ chức, cá nhân có hành vi khác vi phạm pháp luật về phòng, chống tham nhũng. Chương VII, Luật 2018 quy định việc áp dụng luật đối với doanh nghiệp, tổ chức khu vực ngoài nhà nước, tức mở rộng phạm vi áp dụng cho tham nhũng, định nghĩa và nhấn mạnh tham nhũng ở cả trong và ngoài nhà nước; tương thích với quy định tại Bộ luật Hình sự 2015, tức mở rộng quy định xử lý đối với một số tội phạm về tham nhũng trong mọi tổ chức, doanh nghiệp ngoài nhà nước. Luật 2018 quy định riêng về tham nhũng trong khu vực nhà nước, khu vực ngoài nhà nước, theo đó, tham nhũng trong khu vực nhà nước do người có chức vụ, quyền hạn trong cơ quan, tổ chức, đơn vị khu vực nhà nước thực hiện bao gồm: tham ô tài sản; nhận hối lộ; lạm dụng chức vụ, quyền hạn chiếm đoạt tài sản; nhóm các hành vi lợi dụng chức vụ, quyền hạn, quyền nhằm trục lợi, vì vụ lợi như: thi hành nhiệm vụ, công vụ, gây ảnh hưởng đối với người khác, sử dụng trái phép tài sản công, bao che cho người có hành vi vi phạm pháp luật; giả mạo trong công tác; đưa hối lộ, môi giới hối lộ để giải quyết công việc của tổ chức thuộc nhà nước hoặc địa phương; nhũng nhiễu; không thực hiện, thực hiện không đúng hoặc không đầy đủ nhiệm vụ, công vụ; cản trở, can thiệp trái pháp luật vào việc giám sát, kiểm tra, thanh tra, kiểm toán, điều tra, truy tố, xét xử, thi hành án. Với tham nhũng ngoài nhà nước thì được định nghĩa là do người có chức vụ, quyền hạn trong doanh nghiệp, tổ chức khu vực ngoài nhà nước thực hiện bao gồm: tham ô tài sản; nhận hối lộ;  đưa hối lộ, môi giới hối lộ để giải quyết công việc của doanh nghiệp, tổ chức mình vì vụ lợi.
Các hành vi tham nhũng đương nhiên bị cấm, các chủ thể có trách nhiệm theo nguyên tắc là thực hiện các biện pháp phòng ngừa, phát hiện và hỗ trợ cơ quan có thẩm quyền xử lý kịp thời tham nhũng. Ngoài ra, luật còn cấm thêm ba loại hành vi tương đối phổ biến làm cản trở không nhỏ đến hiệu lực, hiệu quả công tác phòng, chống tham nhũng, đó là: đe dọa, trả thù, trù dập, tiết lộ thông tin về người giúp phát hiện tham nhũng; vu khống, bao che hành vi tham nhũng; cản trở, can thiệp trái pháp luật vào việc phát hiện, xử lý tham nhũng và các hành vi khác vi phạm pháp luật về phòng, chống tham nhũng. Bên cạnh đó là tuyên truyền, phổ biến, giáo dục về phòng, chống tham nhũng, thêm quy định rằng, cơ sở giáo dục có trách nhiệm đưa nội dung giáo dục nhân cách, đạo đức, lối sống nhằm phòng, chống tham nhũng vào chương trình giáo dục đối với học sinh trung học phổ thông, sinh viên và cán bộ, công chức, viên chức.

### Phòng, chống tham nhũng

#### Trong nhà nước
Luật 2018 quy định nguyên tắc, nội dung, hình thức, trách nhiệm thực hiện công khai, minh bạch trong tổ chức và hoạt động của các chủ thể, còn quy định cụ thể từng lĩnh vực thuộc về luật chuyên ngành riêng. Các chủ thể có trách nhiệm làm rõ thông tin, giải thích những quyết định, hành vi của mình trong việc thực hiện công việc được giao khi có yêu cầu của chủ thể bị tác động trực tiếp bởi quyết định, hành vi đó; và trách nhiệm giải trình thuộc về người đứng đầu. Luật xác định việc đánh giá, đo lường về thực trạng tham nhũng và công tác phòng, chống là đặc biệt quan trọng, theo đó, cơ quan nhà nước có trách nhiệm xây dựng báo cáo, công khai báo cáo về tình hình tham nhũng và công tác phòng, chống, đi kèm tiêu chí trong luật.
Luật quy định về quy tắc ứng xử của người có chức vụ, quyền hạn, đặc biệt ở tặng quà, nhận quà, và kiểm soát xung đột lợi ích. Về tặng quà và nhận quà tặng, theo đó, các chủ thể nhà nước không được sử dụng tài chính công, tài sản công làm quà tặng, trừ trường hợp tặng quà vì mục đích từ thiện, đối ngoại. Đối với việc nhận quà tặng có liên quan đến công việc đang giải quyết hoặc thuộc phạm vi quản lý của người có chức vụ, quyền hạn thì cấm tuyệt đối để phòng ngừa tham nhũng. Về xung đột lợi ích, đây là luật đầu tiên định nghĩa khái niệm này trong hệ thống luật Việt Nam, cụ thể rằng "xung đột lợi ích là tình huống mà trong đó lợi ích của người có chức vụ, quyền hạn hoặc người thân thích của họ tác động hoặc sẽ tác động không đúng đắn đến việc thực hiện nhiệm vụ, công vụ". Để kiểm soát hành vi này, luật định rằng:
"Người được giao thực hiện nhiệm vụ, công vụ nếu biết hoặc buộc phải biết nhiệm vụ, công vụ được giao có xung đột lợi ích thì phải báo cáo người có thẩm quyền để xem xét, xử lý".
"Cơ quan, tổ chức, đơn vị, cá nhân khi phát hiện có xung đột lợi ích của người có chức vụ, quyền hạn thì phải thông tin, báo cáo cho người trực tiếp quản lý, sử dụng người đó để xem xét, xử lý".
Có thêm quy định về thanh toán, kiểm soát tài sản của người có chức vụ, quyền han. Về thanh toán, chuyển sang phương thức không dùng tiền mặt theo đề án thanh toán điện tử 2016–20 của Chính phủ nhằm quản lý các khoản thu chi từ ngân sách nhà nước, ngăn chặn giao dịch không minh bạch. Theo đó, các chủ thể công phải thực hiện việc thanh toán không dùng tiền mặt đối với các khoản thu, chi có giá trị lớn tại địa bàn đáp ứng điều kiện về cơ sở hạ tầng; các khoản chi lương, thưởng và chi khác có tính chất thường xuyên. Về kiểm soát tài sản, giao nhiệm vụ cho Thanh tra Chính phủ và đơn vị thanh tra của từng cơ quan riêng; liệt kê tiêu chí những đối tượng phải kê khai tài sản, người có nghĩa vụ kê khai phải kê khai tài sản, thu nhập và mọi biến động về tài sản, thu nhập của mình, của vợ hoặc chồng, con chưa thành niên, hình thức gồm kê khai lần đầu, kê khai bổ sung, kê khai hằng năm và kê khai phục vụ công tác cán bộ. Kê khai lần đầu và kê khai phục vụ công tác cán bộ áp dụng nhằm hình thành đồng bộ cơ sở dữ liệu, thông tin về tài sản, thu nhập, phục vụ cho việc kiểm soát tài sản, thu nhập. Các chủ thể khi được tiếp nhận, tuyển dụng vào làm việc tại tổ chức trong nhà nước đều phải kê khai, tuy nhiên, chỉ kê khai một lần và không phải kê khai những năm công tác tiếp theo. Kê khai hằng năm thì chỉ áp dụng đối với cán bộ cấp giám đốc sở trở lên, còn kê khai bổ sung áp dụng đối với người có biến động tăng về tài sản, thu nhập có giá trị từ 300 triệu đồng trở lên. Sau kê khai, quá trình xác minh được diễn ra, lựa chọn để xác minh đối tượng ngẫu nhiên. Trường hợp kê khai không trung thực thì chịu các hình phạt là: xóa tên danh sách ứng cử với người ứng cử cơ quan lập pháp, loại khỏi vị trí dự kiến hoặc quy hoạch được nhậm chức; kỷ luật, cảnh cáo, hạ bậc lương, giáng chức, cách chức, buộc thôi việc hoặc bãi nhiệm tùy theo mức độ không trung thực. Có trường hợp khác rằng người vi phạm kê khai nếu chủ động xin từ chức, miễn nhiệm thì có thể được xem xét không kỷ luật.

#### Ngoài nhà nước
Chương VI: Phòng, chống tham nhũng trong doanh nghiệp, tổ chức khu vực ngoài nhà nước, Luật 2018 là một chương mới so với Luật 2005, nhấn mạnh vai trò của doanh nghiệp, tổ chức không thuộc nhà nước trong phòng, chống tham nhũng và việc mở rộng phạm vi điều chỉnh của luật ra khu vực ngoài nhà nước. Phần này đề cập tới việc tạo lập văn hóa kinh doanh lành mạnh, không tham nhũng, quy định trách nhiệm của tất cả tổ chức kinh tế nói chung trong việc xây dựng quy tắc đạo đức nghề nghiệp, đạo đức kinh doanh, quy tắc ứng xử, cơ chế kiểm soát nội bộ nhằm phòng ngừa tham nhũng. Những chế định như công khai, minh bạch, kiểm soát xung đột lợi ích, trách nhiệm của người đứng đầu được áp dụng bắt buộc đối với một số loại hình tổ chức xã hội, doanh nghiệp gồm công ty đại chúng, tổ chức tín dụng, tổ chức xã hội do Thủ tướng, Bộ trưởng Bộ Nội vụ hoặc Chủ tịch tỉnh quyết định thành lập hoặc phê duyệt điều lệ có huy động các khoản đóng góp của người dân để hoạt động từ thiện (khối 1, Điều 80). Mục đích của điều khoản này dựa trên nhận định rằng các doanh nghiệp, tổ chức có huy động vốn đóng góp của nhiều cổ đông, khi hoạt động sẽ có ảnh hưởng đến sự phát triển lành mạnh của nền kinh tế hoặc có huy động các khoản đóng góp của người dân để hoạt động từ thiện nên dễ phát sinh tham nhũng, do đó, cần phải áp dụng một số biện pháp chống tham nhũng trong doanh nghiệp, tổ chức khu vực ngoài nhà nước. Bên cạnh áp dụng một số chế định, luật cũng đã quy định về thanh tra việc thực hiện luật này với tổ chức ngoài nhà nước. Theo đó, nhằm đảm bảo tính chặt chẽ, tránh gây ảnh hưởng đến hoạt động bình thường của doanh nghiệp, luật định rằng chỉ khi các doanh nghiệp, tổ chức đó "có dấu hiệu rõ ràng" về việc vi phạm chế định đã nêu thì cơ quan có thẩm quyền mới được tiến hành thanh tra. Ngành thanh tra các cấp là chủ thể được trao quyền thanh tra việc thực hiện pháp luật về phòng, chống tham nhũng đối với khối 1, Điều 80; bên cạnh đó, để tránh việc một doanh nghiệp, tổ chức xã hội bị thanh tra nhiều lần bởi nhiều cơ quan thanh tra khác nhau về cùng một nội dung, luật đã giao cho Tổng Thanh tra Chính phủ hướng dẫn xử lý chồng chéo, trùng lặp trong hoạt động thanh tra.

## Thực thi luật sau 2018
| Chỉ số tham nhũng của Việt Nam                                         | Chỉ số tham nhũng của Việt Nam | Chỉ số tham nhũng của Việt Nam |
| Năm                                                                    | Chỉ số                         | Hạng                           |
| ---------------------------------------------------------------------- | ------------------------------ | ------------------------------ |
| 2015                                                                   | 31                             | 112/168                        |
| 2016                                                                   | 33                             | 113/176                        |
| 2017                                                                   | 35                             | 107/180                        |
| 2018                                                                   | 33                             | 117/180                        |
| 2019                                                                   | 37                             | 96/180                         |
| 2020                                                                   | 36                             | 104/180                        |
| 2021                                                                   | 39                             | 87/180                         |
| Lưu ý: Theo thang 100 của TI, chỉ số càng nhỏ thì tham nhũng càng lớn. |                                |                                |

Sau khi Luật 2018 có hiệu lực, quá trình thực thi luật và thực hiện công tác phòng, chống tham nhũng ở Việt Nam được đánh giá có tiến triển. Phía quốc tế, Tổ chức Minh bạch Quốc tế đánh giá và xếp hạng chống tham nhũng đối với Việt Nam có xu hướng tốt hơn từ 2015, chỉ số nhận thức tham nhũng gia tăng khi bắt đầu nghiên cứu chỉnh sửa luật phòng, chống tham nhũng. Công tác phòng, chống tham nhũng theo định hướng của đảng cầm quyền và Luật 2018 được xem là "đã trở thành phong trào, xu thế" theo nhà lãnh đạo Nguyễn Phú Trọng. Công tác phát hiện và xử lý tham nhũng được kết hợp giữa xử lý hành chính, xử lý kỷ luật của Đảng, của Nhà nước, của đoàn thể với xử lý hình sự; kỷ luật của Đảng được thực hiện trước, sau đó mới đến tiến trình xử lý của nhà nước, của đoàn thể và xử lý hình sự. Trước đại dịch COVID-19, các vụ án lớn về tham nhũng được xử lý như: lần đầu tiên xét xử công khai hai nguyên Ủy viên Trung ương Đảng là Nguyễn Bắc Son và Trương Minh Tuấn năm 2019 về tội nhận hối lộ khi là bộ trưởng, và tội đưa hối lộ khi là lãnh đạo doanh nghiệp khu vực ngoài trong vụ án MobiFone mua 95% cổ phần của AVG; sau đó dần gia tăng việc khởi tố, truy tố các chính trị gia cấp cao khác như Ủy viên Bộ Chính trị Đinh La Thăng; điều tra chính trị gia đương nhiệm phạm tội liên quan tới tham nhũng như Trần Văn Nam phạm tội tham ô tài sản, Chu Ngọc Anh, Nguyễn Thanh Long ở vụ án sai phạm tại Việt Á trong thời kỳ dịch bệnh. Riêng một năm từ tháng 10 năm 2019 sau khi Luật 2008 chính thức có hiệu lực cho đến cuối năm 2020, các cơ quan của Đảng Cộng sản Việt Nam gồm Ban Chấp hành Trung ương, Bộ Chính trị, Ban Bí thư, Ủy ban Kiểm tra Trung ương đã thi hành kỷ luật hai tổ chức đảng (Ban Thường vụ Thành ủy Thành phố Hồ Chí Minh; Ban Cán sự đảng Ủy ban nhân dân tỉnh Khánh Hòa), 13 cán bộ thuộc diện Trung ương quản lý; các cơ quan nhà nước tiến hành tố tụng ở địa phương đã khởi tố 268 vụ án – 475 bị can, truy tố 105 vụ – 163 bị can, xét xử 127 vụ – 268 bị cáo về các tội tham nhũng.
Về khía cạnh tổ chức chính trị, ngày 10 tháng 9 năm 2021, Ban Chỉ đạo Trung ương về phòng, chống tham nhũng được đổi tên thành Ban Chỉ đạo Trung ương về phòng, chống tham nhũng, tiêu cực, thêm tiêu chí chống "tiêu cực". Công tác phòng, chống tham nhũng được phân công về cho từng địa phương cấp tỉnh, thành lập các Ban Chỉ đạo phòng, chống tham nhũng, tiêu cực cấp tỉnh, do Bí thư Tỉnh ủy –– người đứng đầu của tỉnh trực tiếp chỉ đạo.